# تیم ملی فوتبال کوزوو
تیم ملی فوتبال کوزوو یک تیم فوتبال بین‌المللی است که به نمایندگی از کشور کوزوو به میدان می‌رود. این تیم زیر نظر فدراسیون فوتبال کوزوو فعالیت می‌کند.

این تیم در ماه مه ٢٠١۶، عضو رسمی یوفا و پس از آن فیفا شد.